# Америка понад усе (політика)

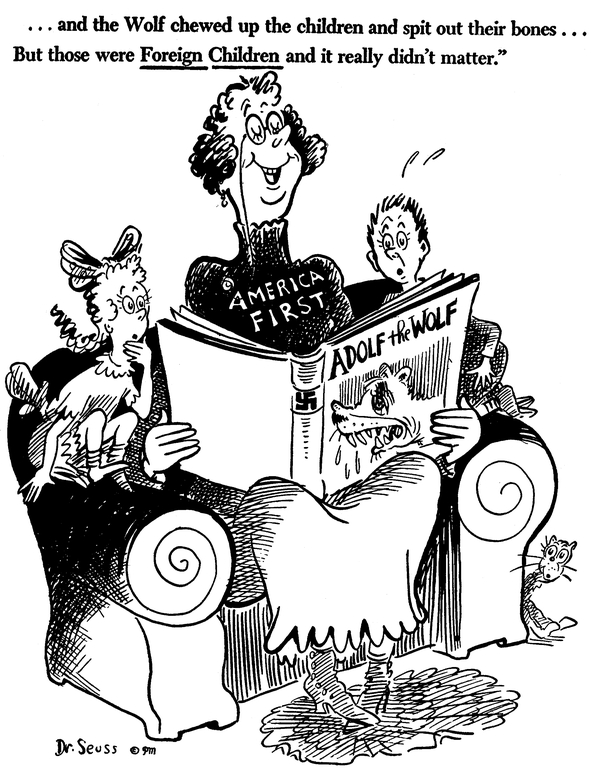
Політична карикатура Доктора Сьюза, що висміює політику невтручання (1941 рік)

«Америка понад усе», «Спочатку Америка»,  (англ. America First) означає політичну позицію Сполучених Штатів, яка загалом наголошує на націоналізмі та невтручанні. Термін був введений президентом Вудро Вільсоном під час його кампанії 1916 року, яка пообіцяла зберегти нейтралітет Америки в Першій світовій війні. Більш ізоляціоністський підхід набув популярності в міжвоєнний період (1918–1939) і був захищений America First Committee (AFC), групою тиску проти вступу США у Другу світову війну.
У 1920-х роках цю політику використовував Ку-клукс-клан і проінформував багатьох своїх членів, які балотувалися на політичні посади.  У 2016 році, балотуючись на місце в сенаті Луїзіани, Девід Дьюк, колишній великий чарівник Ку-клукс-клану, публічно заявив, що він «перший головний кандидат у сучасності, який просуває терміни та політику Америки насамперед». 
Під час президентської кампанії Дональда Трампа 2016 року та президентства Трамп використовував цю фразу як гасло, наголошуючи на виході Сполучених Штатів із міжнародних договорів та організацій. «Америка перш за все» була офіційною зовнішньополітичною доктриною адміністрації Трампа.
Термін був уперше використаний   у зв’язку із зовнішньополітичними поглядами Трампа   в коментарі, опублікованому в USA Today на початку березня 2016 року Арманом Кучіньєлло, колишнім дипломатом США. Пізніше того ж місяця цю фразу прийняли репортери New York Times Девід Е. Сенгер і Меггі Габерман в інтерв’ю з Трампом, який «погодився з припущенням, що його ідеї можна описати як «Америка перш за все». З того часу кампанія Трампа, а згодом і адміністрація Трампа зробили «Америку перш за все» наріжним каменем зовнішньої політики Трампа. Адміністрація навіть назвала свою Стратегію національної безпеки Сполучених Штатів Америки від 2017 року «Стратегією національної безпеки на першому місці в Америці». У вступі до цього документа йдеться: «Ця стратегія національної безпеки ставить Америку на перше місце. Стратегія національної безпеки «Спочатку Америки» базується на американських принципах, чіткій оцінці інтересів США та рішучості долати виклики, з якими ми стикаємося. Це стратегія принципового реалізму, яка керується результатами, а не ідеологією». 
«Америка понад усе» — це фраза, яку використовував Ку-клукс-клан на піку свого розвитку в 1920-х роках, де були широко поширені расистські та ксенофобські настрої. Закон про імміграцію 1924 року, спонсорований представником США у Вашингтоні Альбертом Джонсоном, підтвердив, що законодавчо закріпив ксенофобію та перевагу білої раси, виключивши іммігрантів на основі етнічної приналежності та національного походження з метою збереження білої расової демографії.  Провідна роль Джонсона в законопроєкті про обмеження імміграції викликала сильну підтримку Ку-клукс-клану.  Пізніше, наприкінці 1930-х і на початку 1940-х років, цей термін став асоціюватися з фашизмом і фанатизмом проти євреїв, оскільки рупори антисемітизму, включаючи Елізабет Діллінг, Джеральда Л. К. Сміта і Чарльза Ліндберга, стали лідерами ініціативи «Америка перш за все».
Критики висміювали політику «Америка понад усе» як «Америка наодинці».

## Історія

### Витоки
Демократична і республіканська політики використовували гасло «Америка понад усе». На початку Першої світової війни президент Вудро Вільсон використовував девіз для визначення своєї версії нейтралітету, а також журналіст Вільям Рендолф Герст. Девіз також був обраний сенатором-республіканцем Уорреном Гардінгом під час президентських виборів 1920 року, на яких він переміг. 
«Америка понад усе» найбільше відома як гасло та зовнішня політика, яку пропагував «Перший комітет Америки», неінтервенціоністська група тиску проти вступу США у Другу світову війну, яка наголошувала на американському націоналізмі та односторонності в міжнародних відносинах. Членство Комітету «Америка перш за все» досягло 800 000 платних членів у 450 відділеннях, і він популяризував гасло «Америка перш за все». Попри те, що Перший комітет Америки мав різноманітних прихильників у Сполучених Штатах, «рух був затьмарений антисемітською та профашистською риторикою». 
У пізніші періоди це гасло використовував Пет Б’юкенен, який хвалив Перший комітет Другої світової війни в Америці, який не втручається, і сказав, що «досягнення цієї організації є монументальними».  «Заклик Б’юкенена до зовнішньої політики «Америка понад усе» порівнюють із America First Committee. 

### Президентство Дональда Трампа
Дональд Трамп, який балотувався проти Пета Б’юкенена на президентських праймеріз Партії реформаторів у 2000 році, вперше відновив гасло Б’юкенена в статті в The Wall Street Journal у листопаді 2015 року.  На початку передвиборчої кампанії Трампа оприлюднили статтю Джеффа Кунера в World Tribune, в якій кандидата хвалили як «націоналіста, який прагне поставити Америку на перше місце»; Керівник кампанії Корі Левандовскі (який пізніше опублікував книгу під такою назвою) пропагував Трампа за допомогою цієї фрази; і як Сара Пейлін  так і Кріс Крісті  показали його у своїй підтримці Трампа. Пізніше Трамп включив це гасло у свій щоденний епертуар після пропозиції та історичного порівняння Девіда Е. Сенгера під час інтерв’ю The New York Times у березні 2016 року   У наступні місяці, не посилаючись на попереднє використання Петом Б’юкененом або Перший комітет Америки, кандидат Трамп пообіцяв, що ««Америка перш за все» стане головною та головною темою» його адміністрації, і виступав на націоналістичній, антиінтервенціоністській позиції.  
Після його обрання на пост президента «Америка передусім» стала офіційною зовнішньополітичною доктриною адміністрації Трампа. Це було темою інавгураційної промови Трампа, а опитування Politico / Morning Consult, опубліковане 25 січня 2017 року, показало, що 65% американців позитивно відреагували на інавгураційну промову президента Трампа «Америка перш за все», а 39% вважали промову поганою.  Трамп прийняв американську односторонність за кордоном і запровадив політику, спрямовану на підрив транснаціональних організацій, таких як Європейський Союз, і часто критикуючи їх з економічної точки зору.  У 2017 році адміністрація запропонувала федеральний бюджет на 2018 рік із назвами «Знову зробимо Америку великою» та «Америка першою», причому останній посилався на збільшення витрат на армію, національну безпеку та ветеранів, скорочення витрат на іноземні країни та 10-річна мета досягнення збалансованого бюджету.
Дехто розкритикував використання гасла Трампом за порівняння з Першим комітетом Америки; однак Трамп заперечував, що є ізоляціоністом, і сказав: «Мені подобається цей вислів».  Низка вчених (таких як Дебора Деш Мур), коментаторів (таких як Білл Крістол) і єврейських організацій (включаючи ADL і JCPA) критикували використання Трампом гасла через його історичний зв’язок із нативізмом і антисемітизмом. Інші стверджували, що Трамп ніколи не був прихильником інтервенції.  Колумніст Деніел Ларісон з The American Conservative написав, що «Трамп поспішно засудив попередні війни як катастрофи, але він скаржився на ці війни, що США не «отримали» від них нічого відчутного. Він не бачив нічого поганого в нападі на інші країни, але нарікав на те, що США не «забрали» їхні ресурси» і що «він ніколи не закликав до припинення війн, які все ще тривають, а говорив лише про «перемогу» їх» 
Політику Трампа «Америка передусім» описують як головний фактор посилення міжнародної ізоляції Сполучених Штатів наприкінці 2010-х років, а критики описують цю політику як «Сама Америка».

### Використання після президентства Трампа
Президент Джо Байден на початку свого президентства припинив багато політик президента Дональда Трампа щодо COVID-19 «Америка перш за все», однак спочатку він зберіг заборону на експорт вакцини проти COVID-19, введену адміністрацією Трампа.  Станом на травень 2021 року США почали експортувати вакцини за свої межі.  Спеціальний комітет Палати представників Сполучених Штатів щодо нападу 6 січня назвав ультраправого політичного коментатора Ніка Фуентеса та колишнього лідера Identity Evropa Патріка Кейсі лідерами руху «Америка передусім» у повістці, виданій у січні 2022 року 

## У масовій культурі
Після інавгурації Трампа ця політика та її формулювання стали предметом міжнародної сатири через відеоконкурс «Кожна секунда має значення», натхненний голландським коміком Ар’єном Любахом і започаткований німецьким коміком Яном Бьомерманном. Новинні сатиричні телевізійні програми спочатку по всій Європі, а згодом і по всьому світу комічно закликали Трампа визнати власні країни у світлі націоналістичного гасла Трампа, з оповідачем, який імітував голос Трампа, моделі мовлення та перебільшений стиль мовлення.   Початкова версія Любаха, наприклад, закінчувалася словами: «Ми цілком розуміємо, що на першому місці буде Америка, але чи можемо ми просто сказати: Нідерланди на другому місці?» .  
У фільмі Спайка Лі «BlacKkKlansman» (2018) Девід Дюк і прихильники переваги білої раси зображені як люди, які неодноразово використовують гасло «Америка понад усе». 

## Дивіться також
- Make America Great Again
- Неонаціоналізм
- Президентство Дональда Трампа
- Мита Трампа
- Стіна Трампа